# Lapland (Zweeds landschap)
Lapland of Samenland (Zweeds: Lappland, Noord-Samisch: Sápmi, Fins: Lappi) is een zogenoemd landschap in het Noord-Zweedse landsdeel Norrland. Het omvat delen van de provincies Västerbottens län en Norrbottens län en heeft een oppervlakte van 109.700 km².

## Begripsverwarring
Deze Zweedse streek moet niet verward worden met het gelijknamige maar veel grotere gebied Lapland waar van oudsher Samen wonen en dat zich over het noorden van Noorwegen, Zweden en Finland en het noordwesten van Rusland uitstrekt. Het Zweedse landschap Lapland is dus slechts een deel van dit grotere Lapland of, zoals het officieel genoemd wordt, Sápmi, dat bovendien ook (delen van) de Zweedse landschappen Norrbotten, Västerbotten, Jämtland, Härjedalen en Dalarna omvat.

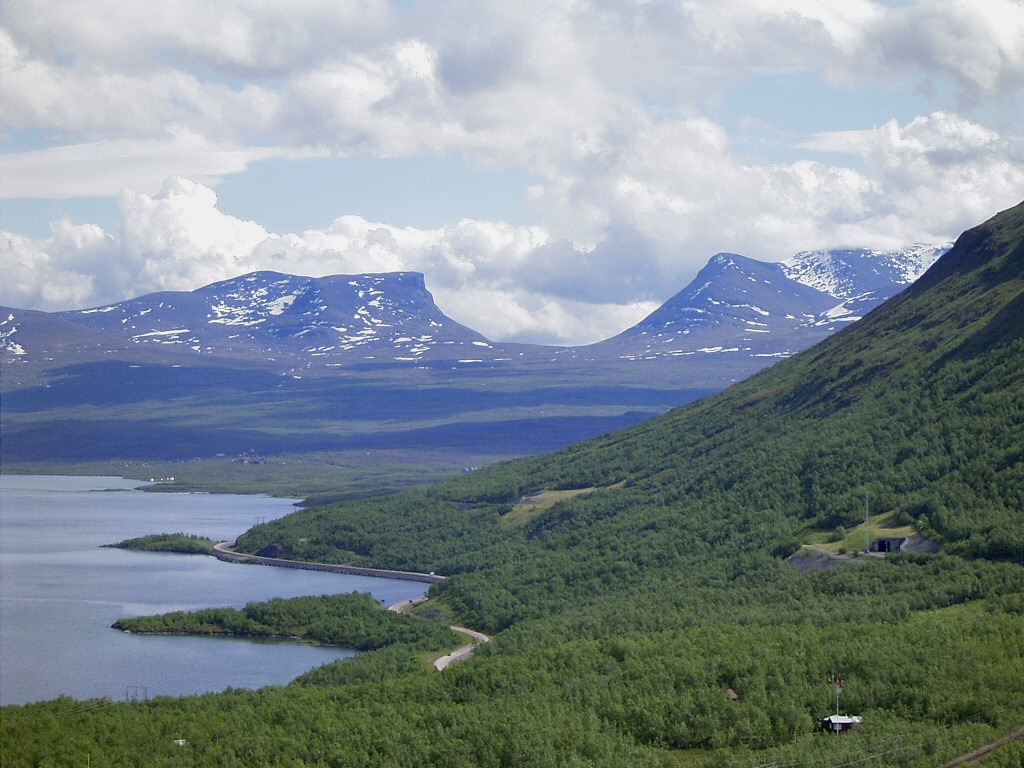
Lapporten, poort tot Lapland

Ångermanland · Blekinge · Bohuslän · Dalarna · Dalsland · Gästrikland · Gotland · Halland · Hälsingland · Härjedalen · Jämtland · Lapland · Medelpad · Närke · Norrbotten · Öland · Östergötland · Skåne · Småland · Södermanland · Uppland · Värmland · Västerbotten · Västergötland · Västmanland